# Charlotte Anne Moberly

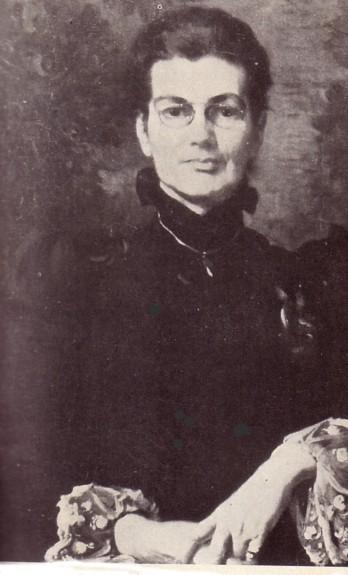
Charlotte Anne Moberly, Schwarz-weiß-Abdruck eines Porträts von William Llewellyn, 1899

Charlotte Anne Elizabeth (Annie) Moberly (* 16. September 1846 in Winchester, Hampshire; † 5. Mai  1937 in Oxford, Oxfordshire) war eine englisch-britische Schuldirektorin und Autorin. Sie war die erste Direktorin des St Hugh’s College in Oxford. Moberly wurde berühmt, weil sie behauptete, sie und ihre Kollegin Eleanor Jourdain seien während eines Ausflugs nach Versailles in die Zeit der Französischen Revolution zurückversetzt worden, was als Moberly-Jourdain incident oder Ghosts of Petit Trianon bekannt wurde.

## Leben
Moberly war das zehnte Kind und die siebte Tochter von Mary Anne (geborene Crokat, 1812–1890) und George Moberly (1803–1885), letzterer Rektor des Winchester College. Zu Hause wurde sie von einem Privatlehrer und ihrer Mutter unterrichtet und erwarb Grundkenntnisse in Hebräisch, Latein und Griechisch. Sie nahm ausführlich an Diskussionen über die Oxfordbewegung mit John Keble teil, der sie getauft hatte und dessen Frau ihre Patentante war.
Der Vater wurde nach seinem Ausscheiden aus dem College zum Bischof von Salisbury ernannt (1869). Moberly übernahm bis zu seinem Tod im Jahr 1885 Sekretariatsaufgaben für ihren Vater und später die zusätzliche Aufgabe, ihn zu pflegen, als sich sein Gesundheitszustand verschlechterte.
Elizabeth Wordsworth gründete 1886 St Hugh’s Hall, und Moberly wurde zur Schulleiterin ernannt. Im Jahr 1911 wurde St Hugh’s Hall unter Moberlys Leitung zum St Hugh’s College. 1915 wurde sie pensioniert und von Eleanor Jourdain abgelöst, die sie erst als Lehrerin, ab 1905 als ihre Stellvertreterin an das St Hugh’s College geholt hatte. Die beiden Frauen teilten sich bis zu Jourdains Tod ein Haus in Oxford und fuhren zusammen in Urlaub.
Moberly blieb bis zu ihrem Tod Mitglied des Verwaltungsrates des Colleges und war Ehrenmitglied. Es wird berichtet, dass sie persönlich vor allem in den Anfangsjahren angenehm und humorvoll war, aber mit der organisatorischen Leitung des College überfordert war. Da sie von Natur aus schüchtern war und es ihr an beruflichem Hintergrund mangelte, fühlte sie sich in Oxford nie wirklich wohl. Nachdem die Oxforder Universität akademische Grade für Frauen geöffnet hatte, erhielt sie 1920 einen Magister ehrenhalber.
1911 veröffentlichte Moberly Dulce domum, eine Familienerinnerung, die sie ihren einundvierzig Neffen und Nichten widmete. Zurückhaltend in den überlieferten Familiendetails war dies ein intimer, charmanter Bericht über die Welt, in der sie aufwuchs.
Moberly und Jourdain wurden berühmt, weil sie behaupteten, sie seien während eines Ausflugs nach Versailles in die Zeit der Französischen Revolution zurückversetzt worden, was als Moberly-Jourdain incident oder Ghosts of Petit Trianon bekannt wurde. Moberly und Jourdain veröffentlichten 1911 unter den Namen „Elizabeth Morison“ und „Frances Lamont“ ein Buch mit dem Titel An Adventure über ihre Erlebnisse, wobei Moberly offenbar die Initiatorin war. Das Buch beschreibt einen Besuch im Petit Trianon, einem kleinen Schloss auf dem Gelände des Schloss Versailles, wo sie behaupteten, die Gärten so gesehen zu haben, wie sie im späten achtzehnten Jahrhundert ausgesehen hätten, sowie Geister, darunter Marie Antoinette und andere. Ihre Geschichte war ein Bestseller, aber auch Gegenstand von Spott und Hohn. Die Identität der Autorinnen wurde erst Mitte der 1920er Jahre, nach Jourdains Tod, aufgedeckt.
Es wird davon ausgegangen, dass Moberly nostalgische Gründe für die Episode hatte. Als Kinder verschlangen die Moberlys historische Romane und hörten Geschichten über das zweite Gesicht, die mit ihren schottischen Vorfahren mütterlicherseits in Verbindung gebracht wurden. Ihr Vater schloss die Möglichkeit von Geistererscheinungen nicht aus, stellte aber klar, dass Okkultismus und Spiritismus heterodox seien. Das Buch wurde 1981 als Fernseh-Drama Miss Morison’s Ghosts von ITV mit Hannah Gordon and Wendy Hiller in den Hauptrollen verfilmt.
Unter dem Namen „Elizabeth Morison“ veröffentlichte sie eine Reihe von religiösen Geschichten für Kinder.

## Werke
- Dulce domum : George Moberly (D.C.L., headmaster of Winchester College, 1835-1866, Bishop of Salisbury, 1869-1885), his family and friends. J. Murray, London 1911 (archive.org).
- Elizabeth Morison und Frances Lamont: An Adventure at the Petit Trianon. Macmillan, London 1911 (readingroo.ms).
- The Faith of the Prophets. J. Murray, London 1916.
- On Prayer for Special Occasions. Society for Promoting Christian Knowledge, London 1917.
- Elizabeth Morison: Signposts. Band 1–12, 1928.
- Elizabeth Morison: Simple Meditations and Intercessions on the Stations of the Cross. 1931.
- Five Visions of the Revelation. A. R. Mowbray & Company, London 1939.